# Christophe Honoré
Christophe Honoré (Carhaix (Finisterre, 10 de abril de 1970) es un realizador, guionista y escritor francés. Autor de novelas para jóvenes y adolescentes, Honoré no rehúye temas polémicos, como el suicidio, el VIH/sida o el incesto. Como cineasta, ha realizado una quincena de largometrajes, con títulos como Canciones de amor (2007) o Les Bien-Aimés (2011). Christophe Honoré colabora asiduamente en la radio.

## Biografía
Christophe Honoré creció en la costa armoricana, en la ciudad de Rostrenen. Su padre murió en 1985, cuando él apenas tenía 15 años. Hizo estudios de Letras en la Universidad de Rennes 2 y estudió también en una escuela de cine de Rennes.
Christophe Honoré es abiertamente gay, y ha participado como hombre gay en la defensa del matrimonio igualitario en Francia. En diversas oportunidades ha hablado sobre los hombres gay cisgénero, y que los gays no son todos iguales.Tiene una hija que concibió "con una amiga de la que no estoy enamorado".

## Producción artística
En 1995, se instala en París, y publica su primer libro para niños (Tout contre Léo). Más tarde vienen varias novelas y alguna pieza teatral. Colabora con varias revistas, como Cahiers du Cinéma. Su texto « Triste moralidad del cine francés » (1998) provocó una agria polémica en la comunidad cinéfila gala. En el mismo, Honoré reflexiona sobre la película de Robert Guédiguian, Marius y Jeannette, y la película de Anne Fontaine, Limpieza en seco, que encuentra moralizantes. Honoré escribió: 

El cine francés que me hace enojar, y del que no puedo escuchar es  Marius y Jeannette , la mejor película del año, no se rían, me niego a caminar al ritmo de la cálida humanidad. No hay humanidad en  Marius y Jeannette , solo hay buenas intenciones. No puedo leer que  Limpieza en seco  es la película fulgurante del año sin quedar aterrorizado. ¿Cineasta subversiva Anne Fontaine? Súper cineasta de Borgoña, sí
Christophe Honoré

El texto suscitó la indignación de los cineastas, como el aludido Robert Guédiguian, o de la Agencia de cine independiente francés, pero el crítico Serge Toubiana, entonces director de la revista Cahiers du Cinéma, consideró legítimas las palabras de Honoré.
Estrena su primera pieza de teatro, Les Débutantes, en el Festival de Aviñón de 1998. En 2004, aparece su película Mi madre, adaptada de la novela del mismo nombre de Georges Bataille. En la cinta confía los papeles principales a Isabelle Huppert y Louis Garrel. La película obtiene más de 200.000 visitas, de las cuales 90.000 fueron en Francia.
En 2005, vuelve al Festival de Aviñón con una nueva obra, Dionysos impotente, adaptación contemporánea de Las bacantes de Eurípides, con Louis Garrel en el rol de Dioniso y Joana Preiss en el papel de Sémélé. Al año siguiente estrena En París (2006), que suma 220 000 espectadores en Europa, de los que 195 000 los obtiene en Francia.
En 2008, pone en escena Angelo, tyran de Padua, de Victor Hugo. El espectáculo fue llevado al Festival de Aviñón y luego continuó de gira. Clotilde Hesme, Emmanuelle Devos y Marcial Di Fonzo Bo, entre otros, colaboraron en su distribución.
Después de haber realizado, en dos años, En París y Canciones de amor, Christophe Honoré comienza en enero de 2008 el rodaje de La Belle Personne, una versión contemporánea de la La Princesa de Cléveris para el canal de televisión Arte (difundida en septiembre de 2008, antes de ser llevada al cine). En 2009 llevó Angelo, tyran de Padua al Festival de Aviñón. 
Ese año estrena Non ma fille tu n'iras pas danser, con Chiara Mastroianni como protagonista. En agosto de 2011 estrena Les Bien-Aimés, que fue seleccionada para clausurar la 64.ª edición de Festival de Cannes. En enero de 2012, preside el jurado de la 24.ª edición del Festival Premiers Plans de Angers.
Para el festival de Aviñón 2012, en coproducción con el Teatro Nacional de la Colline, escribe y pone en escena Nouveau Roman, una pieza de teatro sobre los escritores de la Nouveau roman, con actores como Anaïs Demoustier, Ludivine Sagnier, Brigitte Catillon, Annie Mercier y Julien Honoré. El mismo año, escribe dos piezas de teatro, Un joven se mata, llevada la escena del Festival de Aviñón por los alumnos de la escuela de la Comedia de Saint-Étienne y La Facultad, igualmente puesta en escena en el festival de Aviñón por Éric Vigner.
En mayo de 2013, comienza el rodaje de una adaptación cinematográfica de Las metamorfosis de Ovidio. En 2014, firma su primera puesta en escena lírica con Los Diálogos de los Carmélites de Francis Poulenc.
2018 Escribe y dirige la película Vivir deprisa, amar despacio (Plaire, aimer et courir vite (Sorry Angel), interpretada por      Vincent Lacoste, Pierre Deladonchamps, Denis Podalydès, Rio Vega, Willemijn Kressenhof. 
Opta, en la 15 edición del Festival de Cine Europeo de Sevilla, al Giraldillo de Oro.

## Compromiso político

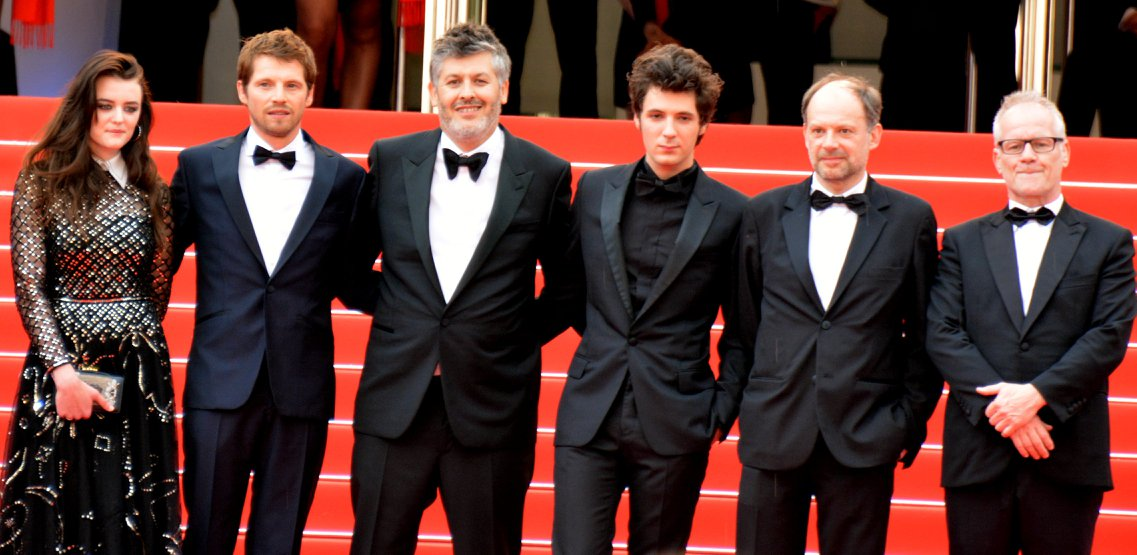
Christophe Honoré tercero de izquierda a derecha en Cannes (2018)

En 2009, Honoré firmó, junto a otras personalidades del cine francés como Gaël Morel, Paulo Branco o Jeanne Balibar,  el manifiesto « Carta abierta a los espectadores ciudadanos », contra la adopción de la Ley HADOPI y a favor de buscar otras vías para la adopción de licencias globales.
En 2010, publica una tribuna en Le Monde para defender la literatura juvenil, sobre todo después de la decisión del Consejo General del departamento Sena-Saint-Denis de reducir las subvenciones que concedía hasta entonces en el Salón del libro juvenil de Montreuil.
En noviembre de 2012, firma con otras personalidades del mundo de la cultura una tribuna en Le Monde que denuncia el discurso del odio mantenido por responsables políticos y responsables religiosos contra los derechos de los gays.

## Filmografía

### Realizador y guionista
- 2001: Nous deux, cortometraje
- 2002: Dix-sept fois Cécile Cassard
- 2002: Tout contre Léo, telefilme
- 2004: Mi madre
- 2006: Dans Paris
- 2007: Canciones de amor
- 2008: La Belle Personne
- 2008: Hôtel Kuntz, cortometraje
- 2009: Non ma fille tu n'iras pas danser
- 2010: Homme au bain
- 2011: Avant la haine d'Alex Beaupain, con canciones de Camélia Jordana y Alex Beaupain, clip.[26]
- 2011: Les Bien-aimés
- 2014: Metamorfosis
- 2016: Las desgracias de Sophie
- 2018: Vivir deprisa, amar despacio
- 2019: "Chambre 212"
- 2022: Le Lycéen

### Guionista
- 2000: Les filles ne savent pas nager, de Anne-Sophie Birot
- 2002: Novo, de Jean-Pierre Limosin
- 2004: Le Clan, de Gaël Morel
- 2007: Après lui de Gaël Morel
- 2008: Le Bruit des gens autour de Diastème
- 2011: Let My People Go !, de Mikael Buch
- 2015: Les Deux Amis, de Louis Garrel
- 2018: Vivir deprisa, amar despacio, Plaire, aimer et courir vite (Sorry Angel)

## Publicaciones

### Novelas
- 1997: L'Infamille, Éditions de l'Olivier, (ISBN 2-87929-143-7)
- 1999: La Douceur, Éditions de l'Olivier, (ISBN 2-87929-236-0)
- 2002: Scarborough, Éditions de l'Olivier, (ISBN 2-87929-310-3)
- 2005: Le Livre pour enfants, Éditions de l'Olivier.

### Novelas juveniles
- 1996: Tout contre Léo, L'École des loisirs, col. Neuf
- 1996: C'est plus fort que moi, L'École des loisirs, col. Neuf
- 1997: Je joue très bien tout seul, ilustraciones Nathalie Baetens, L'École des loisirs, col. Mouche
- 1997: L'Affaire P'tit Marcel, ilustraciones de Gwen le Gac, L'École des loisirs, col. Mouche
- 1998: Zéro de lecture, ilustraciones de Gwen le Gac, L'École des loisirs, col. Mouche
- 1998: Une toute petite histoire d'amour, L'École des loisirs, col. Neuf
- 1998: Je ne suis pas une fille à papa, Thierry Magnier, col. Romans
- 1999: Les Nuits où personne ne dort, L'École des loisirs, col. Mouche
- 1999: Mon Cœur bouleversé, L'École des loisirs, col. Médium
- 1999: Bretonneries, ilustraciones de Gwen le Gac, Thierry Magnier (álbum)
- 2003: Père et fils, L'École des loisirs
- 2004: M'aimer, ilustraciones de Alan Mets, L'École des loisirs, col. Mouche
- 2005: Noël c'est couic, ilustraciones de Gwen le Gac, L'École des loisirs, col. Mouche
- 2005: Torse nu, ilustraciones de Gwen le Gac, L'École des loisirs, col. Mouche
- 2006: Viens, L'École des loisirs
- 2007: Juke-box, L'École des loisirs, col. Médium (obra colectiva)
- 2008: Le Terrible six heures du soir, ilustraciones de Gwen le Gac, Actes Sud Junior (álbum)
- 2010: J'élève ma poupée, L'École des loisirs, col. Neuf
- 2010: La Règle d'or du cache-cache, ilustraciones de Gwen le Gac, Actes Sud Junior (álbum)
- 2013: L'une belle, l'autre pas, ilustraciones de Gwen le Gac, Actes Sud junior (álbum)
- 2016: Un enfant de pauvres, ilustraciones de Gwen le Gac, Actes Sud junior

## Teatro

### Autor
- 1998: Les Débutantes
- 2001: Le Pire du troupeau
- 2004: Beautiful Guys
- 2005: Dionysos impuissant
- 2012: La Faculté
- 2012: Un jeune se tue
- 2012: Nouveau Roman
- 2015: Violentes femmes

### Puesta en escena
- 2009: Angelo, tyran de Padoue de Victor Hugo, Festival de Aviñón
- 2012: Nouveau Roman, Festival de Aviñón, Théâtre national de la Colline
- 2015: Fin de l'Histoire d'après Witold Gombrowicz, Théâtre de Lorient et Théâtre national de la Colline

## Premios y distinciones
- 2007: Premio al Mejor realizador en el Festival de cine romántico de Cabourg para Canciones de amor.
- 2008: Premio especial del jurado en el Festival Gay & Lesbien de Turín para Canciones de amor.
- 2009: Premio al mejor guion en el Festival de Lecce (Italia) para La Belle Personne.
- 2010: Premio Baobab del Salón del libro juvenil de Montreuil para La Règle d'or du cache-cache.

## Asistencia de público
A continuación se muestra una base de datos de la asistencia del público y venta de entradas en los países de la Unión Europea desde 1996.
| Película                           | Año de producción | Entradas en Europa | Entradas en Francia |
| ---------------------------------- | ----------------- | ------------------ | ------------------- |
| Dix-sept fois Cécile Cassard       | 2002              | 48 249             | 48 249              |
| Mi madre                           | 2004              | 128 355            | 128 355             |
| En París                           | 2006              | 298 567            | 298 567             |
| Canciones de amor                  | 2007              | 331 265            | 302 423             |
| La Belle Personne                  | 2008              | 87 402             | 80 257              |
| Non ma fille, tu n'iras pas danser | 2009              | 420 193            | 416 085             |
| Homme au bain                      | 2010              | 14 444             |                     |
| Les Bien-Aimés                     | 2011              | 269 811            | 250 588             |
| Metamorfosis                       | 2014              |                    | 36 389              |